# Mad As Hell
Mad As Hell ist ein US-amerikanischer Dokumentarfilm aus dem Jahre 2014. Die Regie führte Andrew Napier.

Der Film beschreibt den beruflichen Werdegang des Journalisten und Internetmoderators Cenk Uygur, sowie den Aufstieg der News-Talkshow The Young Turks zu einer der beliebtesten Talkshows im Netz.

## Erscheinung
Die Filmpremiere fand am 29. April 2014 beim Hot Docs Canadian International Documentary Festival statt.
Am 6. November 2014 startete der Film in mehreren Kinos in den USA.

Seit 2015 ist der Film auf DVD und Blu-Ray erhältlich. Dieser ist zudem auch bei zahlreichen Streaming- und Downloadanbietern verfügbar.

## Auszeichnungen
- Conscious Media Award (2014)